# Soy Céline Dion
Soy Céline Dion —en inglés: I Am: Celine Dion— es una película documental estadounidense de 2024 dirigida por Irene Taylor, que se centra en la cantante canadiense Céline Dion. La película detalla la vida de Dion, sus logros profesionales y su batalla contra el síndrome de la persona rígida. Se estrenó en la ciudad de Nueva York el 17 de junio de 2024 y tuvo un lanzamiento teatral limitado el 21 de junio de 2024 por Amazon MGM Studios a través de Metro-Goldwyn-Mayer. Estuvo disponible para streaming el 25 de junio de 2024 en Amazon Prime Video. En los países francófonos, la película se tituló Je suis: Céline Dion. Recibió críticas entusiastas de los críticos, quienes la calificaron como una mirada cruda y honesta detrás de escena a la lucha de la icónica superestrella con una enfermedad que le cambió la vida. Soy Céline Dion se convirtió en la película número uno en Amazon Prime Video en todo el mundo. La banda sonora de Soy Céline Dion se lanzó el 21 de junio de 2024.

## Producción
Sony Music Entertainment anunció en septiembre de 2021 que se estaba preparando un documental de larga duración. El título oficial de la película se anunció en enero de 2024, con Amazon MGM Studios adquiriendo los derechos de distribución. El tráiler de la película se lanzó el 23 de mayo de 2024.

## Recepción
Tras su estreno, Soy Céline Dion recibió críticas positivas. En el sitio web de agregación de reseñas Rotten Tomatoes, el 100% de las 28 críticas son positivas, con una calificación promedio de 8.3/10. El consenso del sitio web dice: «Cortando con los clichés con un armario sincero y abierto de vulnerabilidad, 'Soy' es un retrato conmovedor de la resiliencia, demostrando que Céline Dion seguirá adelante». Metacritic, que utiliza un promedio ponderado, asignó a la película una puntuación de 76 sobre 100, basada en 11 críticas, lo que indica reseñas «generalmente favorables».
Chris Azzopardi de The New York Times afirmó que la voz de Dion la convirtió en una estrella y que esta película está enfocada en humanizarla. Peter Debruge de Variety escribió que, como todo lo relacionado con Céline Dion, el documental se siente intensamente personal y sincero. Según Suzannah Ramsdale de Evening Standard, la película es una ventana cruda, desgarradora y profundamente conmovedora a la vida recluida de un talento único en su generación que fue truncado en su mejor momento. Diego Batlle de otroscines escribió que Soy Céline Dion es una película visceral, catártica y confesional y, en su manera, tan hermosa como valiosa. Dennis Schwartz de Ozus's World Movie Reviews concluyó que la película es un documental inspirador.

## Música
La banda sonora de Soy Céline Dion se lanzó el 21 de junio de 2024. El álbum incluye 13 de los éxitos esenciales de Dion, junto con siete pistas de la banda sonora original, principalmente compuestas por Redi Hasa y producidas por Alberto Fabris.

### Canciones utilizadas en la película por orden cronológico
Todas las canciones interpretadas por Céline Dion, excepto donde se indique.
1. «L'amour est un oiseau rebelle» por Maria Callas
2. «River Deep, Mountain High»
3. «A New Day Has Come»
4. «Because You Loved Me»
5. «Pour que tu m'aimes encore»
6. «The Power of Love»
7. «My Heart Will Go On»
8. «Chattanooga Choo Choo»
9. «Le ballet»
10. «Hush, Little Baby» / «Chandelier»
11. «Treat Her Like a Lady»
12. «Tellement j'ai d'amour pour toi»
13. «Visa pour les beaux jours»
14. «If That's What It Takes»
15. «Ashes»
16. «That's the Way It Is»
17. «All by Myself»
18. «Ebben? Ne andrò lontana» por Maria Callas
19. «I've Got the Music in Me»
20. «Moonlight Sonata»
21. «Zora sourit»
22. «Je crois toi»
23. «Help!» por John Farnham
24. «You're the Voice» por Céline Dion & John Farnham
25. «I'm Alive»
26. «Love Again»
27. «Valse adieu»
28. «Who I Am» by Wyn Starks»
29. «L'amour est un oiseau rebelle»

## Créditos
- Irene Taylor – directora, productora, edición adicional, sonido de producción
- Dave Platel – productor ejecutivo
- Denis Savage – productor ejecutivo
- Shane Carter – productor ejecutivo
- Krista Wegener – productora ejecutiva
- Richard Comeau – editor
- J. Christian Jensen – editor
- Redi Hasa – compositor de música original, intérprete de la banda sonora, violonchelo
- Nick Midwig – director de fotografía
- Stacy Lorts – productora
- Tom Mackay – productor
- Julie Begey Seureau – productora
- Sydney Rafter – productora asociada
- Ilana Sol – productora de archivos
- Alberto Fabris – productor de la banda sonora, intérprete de la banda sonora, bajo sintetizado
- Ekland Hasa – compositor de música original, intérprete de la banda sonora, piano
- Vito de Lorenzi – intérprete de la banda sonora, duff, percusión
- Federico Mecozzi – intérprete de la banda sonora, violín, viola
- Cristan Musio – intérprete de la banda sonora, viola
- Rocco Nigro – intérprete de la banda sonora, vibráfono, bajo sintetizado, acordeón, xilófono
- Marco Puzello – intérprete de la banda sonora, trompeta, fliscorno
- Lora Hirschberg – edición y mezcla de sonido
- Madi Emenheiser – asistente principal
- Mathieu Bérubé – asistente de edición
- M. Spencer Reed – asistente de edición
- Laura Roe – asistente de edición
- Snow Dowd – diseño de títulos
- Brian Kinkley – gráficos en movimiento
- Sydney Rafter – coordinadora de postproducción
- Chris Ward – asistente de producción
- Megan Neil – asistente de producción
- Eduardo Bejarano – sonido de producción
- Miguel Gomez – sonido de producción
- Treehouse Project – asesor de subtítulos y descripción de audio
- Kalen Feeney – asesor de subtítulos y descripción de audio